# Impatiens parasitica
Impatiens parasitica är en balsaminväxtart som beskrevs av Richard Henry Beddome. Impatiens parasitica ingår i släktet balsaminer, och familjen balsaminväxter. Inga underarter finns listade i Catalogue of Life.